# Biopolitik
Biopolitik är studier av förhållandet mellan biologi och politik. Ordet myntades av Rudolf Kjellén i verket Stormakterna från 1905 och vidareutvecklades i Staten som livsform från 1916. I samtida statsvetenskap används termen dels av poststrukturalister, som utgår från Michel Foucaults synsätt, och dels av forskare som allmänt studerar förhållandet mellan biologi och politiskt beteende.
Michel Foucaults synsätt på biopolitik är ett förhållande när politik och ekonomiska strategier syftar till att styra över livet självt och levandevarandet. Enligt Foucault har biopolitiken under moderniteten blivit politikens kärna, och vad den politiska kampen handlar om, samtidigt som historien kommit att handla om livet. Med andra ord handlar biopolitik om att politiken och historien fått en ny ontologi. Termen har sedermera tagits upp av Giorgio Agamben som hävdat att livet biopolitiken behandlar kan beskrivas i termer av zoe och bios, där zoe syftar till att vara vid liv, och bios om kvaliteter i, eller det politiska, livet. Biopolitiken handlar enligt Agamben om att politiken under moderniteten inte längre endast handlar om livet som bios, utan också om zoe.
Enligt Foucault uppstår biopolitiken ur dess primära funktioner av att koordinera och avgöra sådant som beslutsfattandet inte är en del av; biopolitiken uppstår alltid ur något annat än sig själv.
Biopolitik handlar om statens makt, bestämmanderätt över medborgarnas (som subjekt) kroppar, över liv och död. Nazitysklands totalitära raspolitik kan ses som ett extremt exempel på biopolitik men den kan även innefatta "folkhälsofrämjande" i form av att införa obligatorisk gymnastik för att främja statens invånares hälsa. 
| ”            | Biopolitik är den moderna territorialstatens politik och sträcker sig därmed åtminstone några hundra år bak i tiden. Biopolitik är här all politik som den suveräna makten, här statsmakten, verkställer i syfte att påverka befolkningens (landets invånares) liv, dess fysiska och mentala hälsa. | „ |
| – Richard Ek | |   |